# Jana Thieme
Jana Thieme (* 6. Juli 1970 in Beeskow) ist eine ehemalige deutsche Ruderin, die einen Olympiasieg und sechs Weltmeistertitel erreichte.
Jana Thieme war 1987 Juniorenweltmeisterin im Doppelvierer und 1988 im Einer. 1989 gewann sie bei der Weltmeisterschaft in Bled ihren ersten Titel in der Erwachsenenklasse mit dem Doppelvierer der DDR in der Besetzung Kathrin Boron, Sybille Schmidt, Jutta Behrendt und Jana Thieme. 
Nach der Wende startete Jana Thieme für die Hallesche Rudervereinigung Böllberg/Nelson im SV Halle. Bei der Weltmeisterschaft 1991 in Wien belegte sie den sechsten Platz im Einer. Im Jahr darauf war sie bei den Olympischen Spielen 1992 nur Ersatzruderin. Bei der Weltmeisterschaft 1993 in Roudnice war Jana Thieme zurück in der Weltklasse, sie gewann den Titel im Einer vor der Kanadierin Marnie McBean. Im Jahr darauf fuhr sie bei der Weltmeisterschaft in Indianapolis im Doppelzweier und gewann zusammen mit Angela Schuster die Bronzemedaille. Sechs Jahre nach ihrem ersten Weltmeistertitel im Doppelvierer gewann sie 1995 erneut, diesmal zusammen Katrin Rutschow, Jana Sorgers und Kerstin Köppen. Bei den Olympischen Spielen 1996 in Atlanta trat sie mit Manuela Lutze im Doppelzweier an und belegte lediglich den fünften Platz.
Nach der Enttäuschung von Atlanta folgten vier Jahre, in denen Jana Thieme beim Saisonhöhepunkt jeweils Gold erhielt. Bei der Weltmeisterschaft 1997 im französischen Aiguebelette gewannen Kerstin Köppen, Jana Thieme, Manuela Lutze und Kathrin Boron Gold im Doppelvierer. Ein Jahr später verteidigten in Köln Thieme, Lutze und Boron zusammen mit Christiane Will den Titel. 1999 im kanadischen St. Catharines trat Jana Thieme mit Kathrin Boron im Doppelzweier an und gewann auch diesen Titel. Bei den Olympischen Spielen 2000 in Sydney erhielt Jana Thieme dann auch eine olympische Goldmedaille, nachdem sie im Doppelzweier zusammen mit Kathrin Boron erfolgreich gewesen war. Für diesen Sieg wurde sie am 4. Februar 2001 vom Bundespräsidenten Johannes Rau mit dem Silbernen Lorbeerblatt ausgezeichnet.
Jana Thieme trainierte in Halle bei Bernd Lindner, in der Nationalmannschaft wurde sie von Jutta Lau betreut.